# Бартон, Эдмунд
Эдмунд Бартон (англ. Edmund Barton; 18 января 1849, Сидней — 7 января 1920, Новый Южный Уэльс) — австралийский политик. Первый премьер-министр Австралии с 1 января 1901 по 24 сентября 1903.

## Ранние годы жизни
Эдмунд Бартон родился в одном из пригородов Сиднея в колонии Новый Южный Уэльс 18 января 1849 года. Отец — Уильям Бартон, биржевой маклер, мать — Мэри Луис. Школьное образование получил в школе Форт-Стрит и грамматической школе Сиднея, где дважды становился первым учеником и школьным капитаном (представителем школы). Там же он познакомился с одним из лучших своих друзей, будущим судьёй Высокого суда Австралии Ричардом О’Коннором. Впоследствии поступил в Университет Сиднея, который закончил с медалью. Здесь же проявил себя хорошим игроком в крикет. В 1871 году Бартон стал барристером, а в 1877 году женился на Джейн Мейсон Росс, с которой впервые познакомился в 1870 году во время крикетной поездки в Ньюкасл.

### Федеральная кампания
В 1876 году Бартон впервые баллотировался в Законодательную ассамблею Нового Южного Уэльса от избирательного округа Университета Сиднея, однако потерпел поражение в 6 голосов от Уильяма Чарльза Уиндайера. В 1877 году он вновь баллотировался в ассамблею, но неудачно. Только в 1879 году Бартон попал в законодательный орган штата, но с 1880 года из-за ликвидации университетского округа избирался сперва от Веллингтона, а затем от Ист-Сиднея. В 1882 году он был избран спикером ассамблеи, а в 1884 году — президентом профсоюза Университета Сиднея. В 1887 году Бартон благодаря поддержке Генри Паркса был назначен в Законодательный совет Нового Южного Уэльса. В январе — марте 1889 года он был генеральным прокурором в протекционистском правительстве колонии (несмотря на то, что выступал за свободную торговлю, противореча партийному курсу).
Бартон был масоном, членом Австралийской ложи Гармонии № 556, а затем Объединенной Великой ложи Нового Южного Уэльса, учреждённой в 1888 году.

## Кампания за создание федерации

### Австралазийский национальный конвент 1891 года
Эдмунд Бартон был одним из первых сторонников создания Австралийской федерации, идеи, ставшей весьма популярной в политических кругах Австралии после известной речи Генри Паркса в Тентерфилде. В марте 1891 года он стал делегатом на Национальном австралазийском конвенте (англ. National Australasian Convention), в котором открыто выступил в поддержку того, что в федеративной Австралии «торговля и сношения … должны быть абсолютно свободными». Бартон также выступил в защиту идеи о том, что представительным органом должна быть не только нижняя палата будущего независимого государства, но и верхняя, а апелляции в Тайный совет Великобритании должны выйти из практики. Кроме того, Бартон принял участие в разработке проекта конституции, которая легла в основу Конституции Австралии 1900 года.
Тем не менее из-за вялой поддержки создания федеративной Австралии в партии протекционистов Бартон в июне 1891 года покинул состав Законодательного совета Нового Южного Уэльса и принял участие в выборах от Восточного Сиднея, заявив, что «до тех пор, пока Протекционистская партия остаётся Министерством врагов федерации, они не получат от него ни одного голоса». Выиграв выборы, Бартон, однако, не смог стать министром в правительстве, хотя в большинстве вопросов поддерживал Паркса. После того, как партия лейбористов потеряла поддержку в парламенте и правительство было вынуждено уйти в отставку в октябре 1891 года, Паркс убедил Бартона возглавить в Новом Южном Уэльсе движение за создание Австралийской федерации.

### Пост генерального прокурора
После формирования протекционистского правительства Бартон согласился занять пост генерального прокурора колонии при условии сохранения за ним права на частную практику в качестве юриста. Кроме того, он заручился поддержкой премьера Нового Южного Уэльса в принятии федеративных резолюций на наступавшей парламентской сессии. Однако, став и. о. премьера, разработка резолюций была на некоторое время отложена, так как Бартон вынужден был посвятить свою деятельность проведению избирательной реформы, а также принятию мер после забастовок шахтёров в Брокен-Хилле в 1892 году. Федеративные резолюции были представлены в парламент только 22 ноября 1892 года, однако Бартону не удалось добиться их рассмотрения в профильных комитетах. Тем временем, он начал кампанию в поддержку создания федерации, проведя встречи с населением в Корове и Олбери в декабре 1892 года. Добившись рассмотрения федеративных резолюций в комитетах в октябре 1893 года, Бартону долгое время не удавалось вынести их на дебаты в Палате. В декабре того же года его и Ричарда О’Коннора, министра юстиции, попросили выступить в качестве частных юрист в деле против правительства «Proudfoot v. the Railway Commissioners». Несмотря на то, что Бартон отказался от участия в деле, его ходатайство о разрешении министрам выступать в своей профессиональной деятельности в качестве юристов в делах против правительства было отклонено, поэтому Бартон сразу же ушёл с поста генерального прокурора.
В июле 1894 года он принимал участие в следующих парламентских выборах от округа Рэндуик, но проиграл. На очередных выборах 1895 года Бартон не принимал участия, однако продолжил кампанию в поддержку федерации: в период с января 1893 по февраль 1897 года он провёл в общей сложности почти 300 встреч с жителями Нового Южного Уэльса, в том числе в Сиднее, где он заявил: «Впервые в истории у нас есть государство для континента и континент для государства». К марту 1897 года Бартон был признан лидером федеративного движения во всей Австралии.

### Австралазийский национальный конвент и референдум
В 1897 году Эдмунд Бартон возглавил список делегатов, избранных от Нового Южного Уэльса на Конституционный конвент, основной задачей которого была выработка проекта конституции федеративной Австралии. Хотя основным автором текста проекта стал Самюэль Гриффит, именно Бартон стал политическим лидером, который довёл его до Конституционного конвента.
В мае 1897 года Бартон был во второй раз назначен в Законодательный совет Нового Южного Уэльса, где он взял на себя ответственность по продвижению в верхней палате Парламента колонии федеративного законопроекта. Это позволило генеральному прокурору в правительстве Джорджа Рейда, Джону Генри Уонту, открыто выступить против этого законопроекта. В сентябре 1897 года конвент был вновь созван в Сиднее для рассмотрения 286 поправок к проекту Конституции, предложенных австралийскими колониями. Разработка проекта была завершена в марте 1898 года, после чего Бартон вернулся в Новый Южный Уэльс, чтобы возглавить кампанию по поддержке проекта на июньском референдуме. Хотя он был одобрен значительной частью населения, за проект проголосовало только 71 595 человек вместо необходимых 80 000 человек.
В июле 1898 года Бартон ушёл из верхней палаты парламента, чтобы принять участие в очередных выборах в Законодательную ассамблею Нового Южного Уэльса, но проиграл Рейду. Тем не менее уже в сентябре он одержал победу на дополнительных выборах от избирательного округа Хейстингс и Маклей, после чего сразу же был избран лидером оппозиции, которая состояла из группы протекционистов, выступавших как за, так и против создания федерации. В январе 1899 года Рейд получил значительные уступки от ряда австралийских штатов, после чего принял участие в кампании по проведению второго референдума в июне 1899 года. 29 июня 1899 года проект Конституции был одобрен 170 420 голосами из необходимых 82 741.
В августе 1899 года, когда стало ясно, что партия лейбористов может выступить за отставку правительства Рейда, Бартон принял решение уйти с поста лидера оппозиции. Кроме того, он отказался вновь занять пост генерального прокурора. В феврале 1900 года Бартон оставил Парламент, чтобы отправиться в Лондон вместе с Альфредом Дикином и Чарльзом Кингстоном, намереваясь разъяснить суть федеративного законопроекта британскому правительству. Однако оно выступило категорически против пункта в проекта, в котором говорилось о прекращении подачи апелляций в Тайный совет. В конце концов, Бартон согласился с тем, что конституционные вопросы должны будут рассматриваться Высоким судом, а все остальные — Тайным советом.

## Годы премьерства
Лишь немногие в политических кругах Австралии сомневались в том, что Бартон, который был ведущих федералистом в старейшем штате, заслуживает стать первым премьер-министром новой федерации. Но, так как федеральный парламент ещё не был образован, то конституционный обычай, согласно которому премьер-министром страны становится лидер крупнейшей фракции в нижней палате, был неприменим. Вновь прибывший генерал-губернатор Австралии, Джон Хоуп, предложил сформировать правительство Уильяму Лайну, премьеру Нового Южного Уэльса. Решение Хоупа, известное как «Ошибка Хоуптоуна», было оправданным, исходя из права старшинства, однако Лайн, который был открытым противником создания федерации, был неприемлемым кандидатом для многих федералистов, например Альфреда Дикина, который отказывался служить в случае его премьерства. В результате напряжённых переговоров премьер-министром был избран Эдмунд Бартон, который вступил в должность 1 января 1901 года.
В состав правительства Бартона входил он сам в качестве премьер-министра и министра иностранных дел, Альфред Дикин в качестве генерального прокурора, Уильям Лайн в качестве министра внутренних дел, Джордж Тёрнер в качестве министра финансов, Чарльз Кингстон в качестве министра торговли и таможенной службы, Джеймс Диксон в качестве министра обороны и Джон Форрест в качестве министра почты. Ричард О’Коннор был назначен вице-президентом Исполнительного совета, а Эллиотт Льюис — министром без портфеля. Спустя 10 дней после начала деятельности правительства умер Джеймс Диксон, место которого 17 января занял Джон Форрест. Пост министра почты, в свою очередь, занял 5 февраля Джеймс Дрейк.
Основной задачей правительства Бартона была организация первых федеральных выборов, которые были проведены в марте 1901 года. На них Бартон без возражений был избран в новый парламент от избирательного округа Хантер, а его Протекционистская партия получила достаточное количество мест для формирования правительства в коалиции с Лейбористской партией Австралии. Все министры были переизбраны, кроме Эллиотта Льюиса, который не принял участия в выборах (его место занял Филип Файш)
Первым законодательным актом, который был разработан правительством Бартона, стал Закон «Об иммиграционных ограничениях», который законодательно закреплял политику «Белой Австралии». Основной причиной принятия закона стали требования Лейбористской партии, которая в обмен на поддержку правительства хотела ограничить иммиграцию из Азии. Однако политику «Белой Австралии» Бартон поддержал ещё во время предвыборной кампании, заявив, что «Теория равенства людей никогда не подразумевала равенства англичан и китайцев». Другой важной заслугой Бартона стало предоставление в 1902 году избирательных прав женщинам для участия в федеральных выборах.
Большую часть 1902 года Бартон провёл в Великобритании, приняв участие в коронации Эдуарда VII. Кроме того, целью этой поездки стало подписание нового военно-морского соглашения между Австралийским Союзом и Британией, которое должно было заменить соглашения между австралийскими колониями и их метрополией в лице Британской империи (они предусматривали использование британских военно-морских сил для защиты Австралии). Альфред Дикин выступал против этого соглашения, выступив в 1908 году за расширение собственного военно-морского флота Австралии.
В целом Бартон был умеренно консервативным политиком, поэтому многим либеральным политикам в партии не нравилось его, в некоторой степени, расслабленное отношение к политике. Будучи крупным, опрятным и весьма общительным человеком, Бартон за свою любовь к длительным обедам и хорошему вину получил прозвище «пьяница Тоби» (англ. Toby Tosspot; слово «Тоби» использовалось для обозначения пивной кружки в виде толстяка в костюме).. В сентябре 1903 года Бартон ушёл в отставку, чтобы стать членом-основателем Высокого суда Австралии. Его преемником стал Альфред Дикин.

## Судебная карьера
В судебной деятельности Бартон слыл хорошим и «крайне не предвзятым» судьёй, который придерживался того же умеренного консерватизма, что и в политике. Наряду со своими коллегами Самюэлем Гриффитом и Ричардом О’Коннором он пытался сохранить за штатами Австралийского Союза некоторую степень автономности, выработав доктрину «подразумеваемого иммунитета неприкосновенности» (англ. implied immunity of instrumentalities), которая препятствовала налогообложению со стороны штатов федеральных чиновников, а также вмешательству федерации в разрешении индустриальных споров в сфере железных дорог штатов. После 1906 года Бартон постоянно конфликтовал с двумя либералами, назначенными в Высокий суд Альфредом Дикином: Исааком Исааксом и Генри Хиггинсом.

## Смерть и семья
Бартон умер 7 января 1920 года от сердечного приступа в одном из отелей Медлоу-Бата в Новом Южном Уэльсе. Бывший премьер-министр был похоронен на кладбище Уэверли в восточном пригороде Сиднея. Его пережила жена и шестеро детей:
- Эдмунд Альфред (29 мая 1879 — 13 ноября 1949), судья в Новом Южном Уэльсе
- Уилфрид Александр (1880—?),
- Джин Элис (1882—?)
- Арнольд Хуберт (3 января 1884—1948)
- Освальд (8 января 1888 — 6 февраля 1956)
- Лейла Стефани (1892—?)

## Почести
Бартон трижды отказывался от рыцарского достоинства, но в 1902 году получил орден Святого Михаила и Святого Георгия, приняв вместе с ним и рыцарское звание.